# Dictyophorus griseus
Dictyophorus griseus är en insektsart som först beskrevs av Reiche, L.J. och Leon Fairmaire 1849.  Dictyophorus griseus ingår i släktet Dictyophorus och familjen Pyrgomorphidae.

## Underarter
Arten delas in i följande underarter:
- D. g. griseus
- D. g. oberthueri